# Lamentful Miss
«Lamentful Miss» es el cuarto sencillo de la banda japonesa Moi dix Mois Lanzado el 4 de octubre de 2006.

## Lista de canciones
| (8cmCD) |                                 |        |        |          |  |
| N.º     | Título                          | Letras | Música | Duración |  |
| 1.      | «Lamentful Miss»                | Mana   | Mana   | 4:11     |  |
| 2.      | «Perish»                        | Mana   | Mana   | 4:48     |  |
| 3.      | «Forbidden»                     | Mana   | Mana   | 3:23     |  |
| 4.      | «Lamentful Miss (Instrumental)» | Mana   | Mana   | 4:11     |  |
| 5.      | «Perish (Instrumental)»         | Mana   | Mana   | 4:48     |  |
| 6.      | «Forbidden (Instrumental)»      | Mana   | Mana   | 3:19     |  |
| 15:07   |                                 |        |        |          |  |

- Datos: Q4179112